# Пустовойтовский, Владимир Семёнович
Владимир Семенович Пустовойтовский (род. 16 ноября 1934, Зиновьевск, Одесская область) — украинский деятель, директор Первомайского завода железобетонных конструкций № 2 Харьковской области, председатель правления Ассоциации налогоплательщиков Украины. Народный депутат Украины 2-го созыва.

## Биография
Родился в семье инженера-экономиста.
В 1949—1953 годах — студент Кировоградского строительного техникума, техник-строитель.
В 1953—1955 годах — мастер, прораб военной строительной организации на Дальнем Востоке СССР.
В 1955—1958 годах — служба в Советской армии.
В 1958—1960 годах — прораб, в 1960—1964 годах — начальник строительной площадки, в 1964—1965 годах — главный инженер Харьковского областного УНР-437. Член КПСС .
В 1964—1970 годах — студент-заочник Харьковского инженерно-строительного института, инженер-строитель.
В 1965—1967 годах — начальник строительного управления города Первомайска Харьковской области.
В 1967—1976 годах — директор Первомайского завода железобетонных конструкций № 2 Харьковской области.
В 1976—1981 годах — главный инженер строительно-монтажного треста «Первомайскхимстрой» Харьковской области.
В 1981—1994 годах — директор Первомайского завода железобетонных конструкций № 2 Харьковской области. Член КПУ .
Народный депутат Украины 2-го созыва с .04.1994 (2-й тур) до .04.1998, Первомайский избирательный округ № 384, Харьковская область. Заместитель председателя Комитета Верховной Рады Украины по вопросам бюджета.
С 1999 года — вице-президент, генеральный директор, председатель правления Ассоциации налогоплательщиков Украины.
Член Партии регионов, был заместителем председателя Киевского городского отделения Партии регионов, членом Политсовета Партии регионов.

## Награды
- орден Трудового Красного Знамени (1986)
- орден «Знак Почета» (1964)
- медаль «За трудовую доблесть» (1970)